# Desigualtat de Minkowski
En anàlisi matemàtica, la desigualtat de Minkowski estableix que els espais Lp són espais vectorials amb una norma. Sia S un espai mesurable, sia 1 ≤ p ≤ ∞ i siguin f i g elements de Lp(S). Llavors f + g és de Lp(S), i es té
{\displaystyle \|f+g\|_{p}\leq \|f\|_{p}+\|g\|_{p}}
amb la igualtat pel cas 1 < p < ∞ si i només si f i g són positivament linealment dependents (la qual cosa vol dir que f = {\displaystyle \lambda } g o g = {\displaystyle \lambda } f per alguna {\displaystyle \lambda } ≥ 0).
La desigualtat de Minkowski és la desigualtat triangular en Lp(S).
Igual com la desigualtat de Hölder, la desigualtat de Minkowski es pot especificar per a successions i vectors a base de fer:
{\displaystyle \left(\sum _{k=1}^{n}|x_{k}+y_{k}|^{p}\right)^{1/p}\leq \left(\sum _{k=1}^{n}|x_{k}|^{p}\right)^{1/p}+\left(\sum _{k=1}^{n}|y_{k}|^{p}\right)^{1/p}}
per a tots els nombres reals (o complexos) x1, ..., xn, y1, ..., yn i on n és el cardinal de S (el nombre d'elements de S).

## Demostració
Primer es demostra que f+g té una p-norma finita so f i g totes dues la tenen, això se segueix de
{\displaystyle |f+g|^{p}\leq 2^{p-1}(|f|^{p}+|g|^{p})}
En efecte, aquí es fa servir el fet que {\displaystyle h(x)=x^{p}} és una funció convexa sobre {\displaystyle \mathbb {R} ^{+}} (per a {\displaystyle p} més gran que 1) i per tant, si a i b són tots dos positius llavors
{\displaystyle \left({\frac {1}{2}}a+{\frac {1}{2}}b\right)^{p}\leq {\frac {1}{2}}a^{p}+{\frac {1}{2}}b^{p}}
Això vol dir que
{\displaystyle (a+b)^{p}\leq 2^{p-1}a^{p}+2^{p-1}b^{p}}
Ara, es pot parlar legítimament de {\displaystyle (\|f+g\|_{p})}. Si és zero, Llavors es compleix la desigualtat de Minkowski. Ara, suposant que {\displaystyle (\|f+g\|_{p})} no és zero. Fent servir la desigualtat de Hölder
{\displaystyle \|f+g\|_{p}^{p}=\int |f+g|^{p}\,\mathrm {d} \mu }
{\displaystyle \leq \int (|f|+|g|)|f+g|^{p-1}\,\mathrm {d} \mu }
{\displaystyle =\int |f||f+g|^{p-1}\,\mathrm {d} \mu +\int |g||f+g|^{p-1}\,\mathrm {d} \mu }
{\displaystyle {\stackrel {{\text{H}}{\ddot {\text{o}}}{\text{lder}}}{\leq }}\left(\left(\int |f|^{p}\,\mathrm {d} \mu \right)^{1/p}+\left(\int |g|^{p}\,\mathrm {d} \mu \right)^{1/p}\right)\left(\int |f+g|^{(p-1)\left({\frac {p}{p-1}}\right)}\,\mathrm {d} \mu \right)^{1-{\frac {1}{p}}}}
{\displaystyle =(\|f\|_{p}+\|g\|_{p}){\frac {\|f+g\|_{p}^{p}}{\|f+g\|_{p}}}}
S'obté la desigualtat de Minkowski multiplicant els cos cantons per {\displaystyle {\frac {\|f+g\|_{p}}{\|f+g\|_{p}^{p}}}}.